# Julius Rolshoven

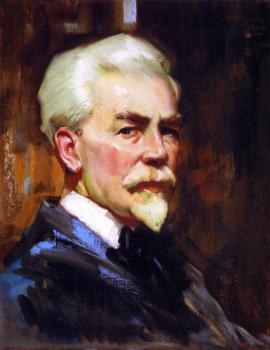
Julius Rolshoven, zelfportret

Julius Rolshoven (Detroit, 28 oktober 1858 - New York, 7 december 1930) was een Amerikaans kunstschilder. Hij werkte in een academische stijl, soms met exotische invloeden.

## Leven en werk

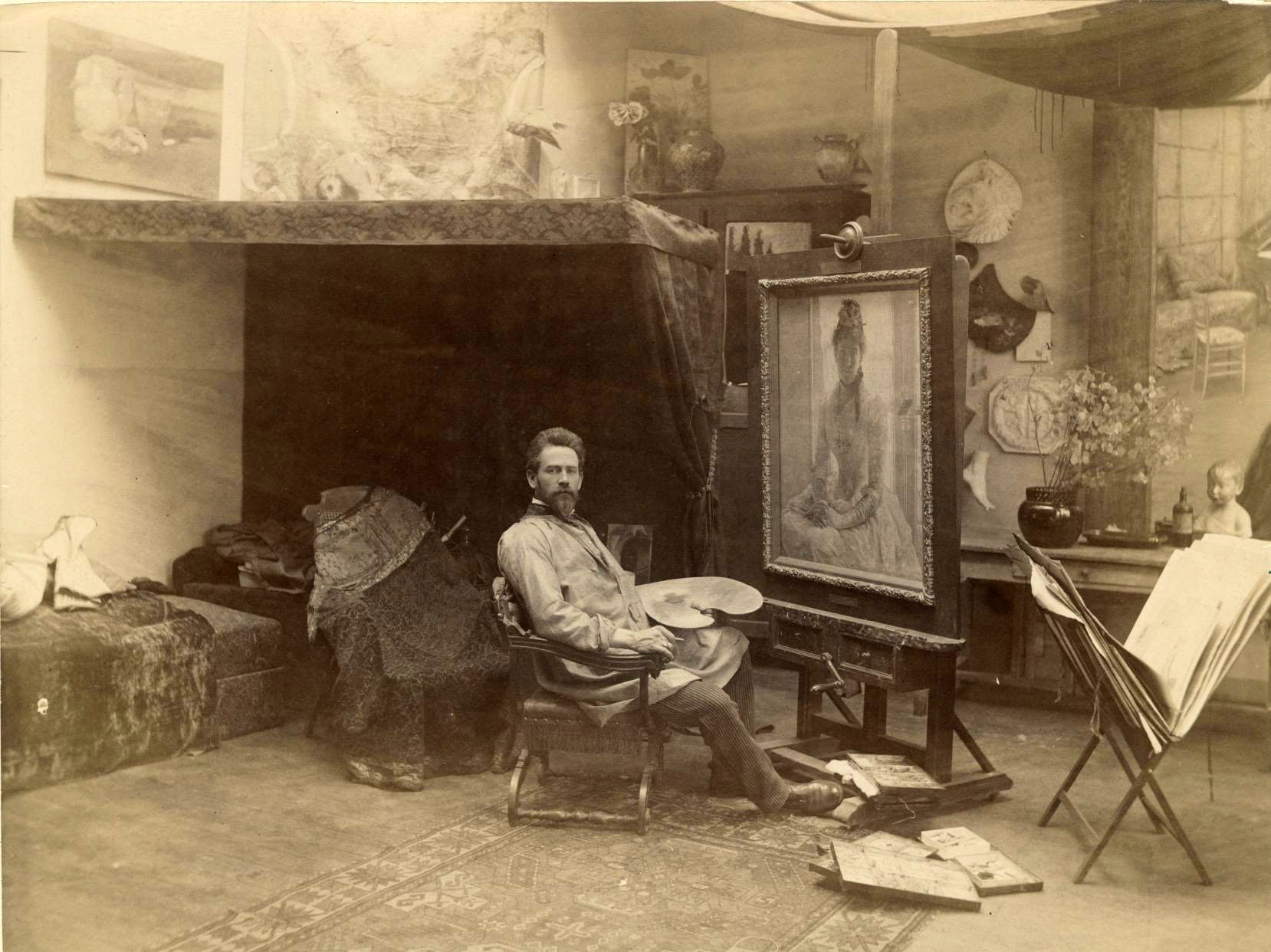
Rolshoven in in zijn Parijse atelier.

Rolshoven was de zoon van een juwelier van oorspronkelijk Duitse herkomst. Hij werd afgewezen door de National Academy of Design en studeerde vervolgens aan de Cooper Arts School te New York. Twee jaar later, in 1878, ging hij naar Duitsland en studeerde daar aan de Kunstacademie van Düsseldorf en vervolgens aan de academie in München, onder Frank Duveneck. Met Duveneck en enkele andere van diens leerlingen, zich de Duveneck-boys noemende, reisde hij voor een jaar naar Venetië. In 1884 vertrok hij vervolgens met een Venetiaanse bruid naar Parijs en studeerde daar aan de Académie Julian, bij Tony Robert-Fleury en William Bouguereau. In 1889 won hij een zilveren medaille tijdens de Wereldtentoonstelling van 1889. In 1893 nam hij deel aan de World's Columbian Exposition te Chicago. Tijdens de Wereldtentoonstelling van 1900 kreeg hij een eervolle vermelding. 
Rolshoven schilderde in een academische stijl, met duidelijk estheticistische invloeden. Hij maakte vooral naam met zijn vele vrouwportretten, maar schilderde ook landschappen en genrewerken.
In 1896 verhuisde Rolshoven naar Londen, waar zijn vrouw kwam te overlijden. Later ging hij naar Florence en leidde daar een schilderklas leidde. In 1910 reisde hij door Tunesië en in 1914 ging hij met zijn tweede vrouw naar Taos in New Mexico. Daar en in Santa Fe zou hij vervolgens, afgewisseld met verblijven in Italië, het grootste deel van zijn verdere leven blijven wonen. De exotische invloeden van Noord-Afrika en New Mexico zijn typerend voor zijn latere werk.
Rolshoven overleed in 1930 te New York, op 72-jarige leeftijd. Zijn werk is onder andere te zien in het Brooklyn Museum, het Metropolitan Museum of Art, de National Portrait Gallery, het Detroit Institute of Arts en het San Diego Museum of Art.

## Galerij

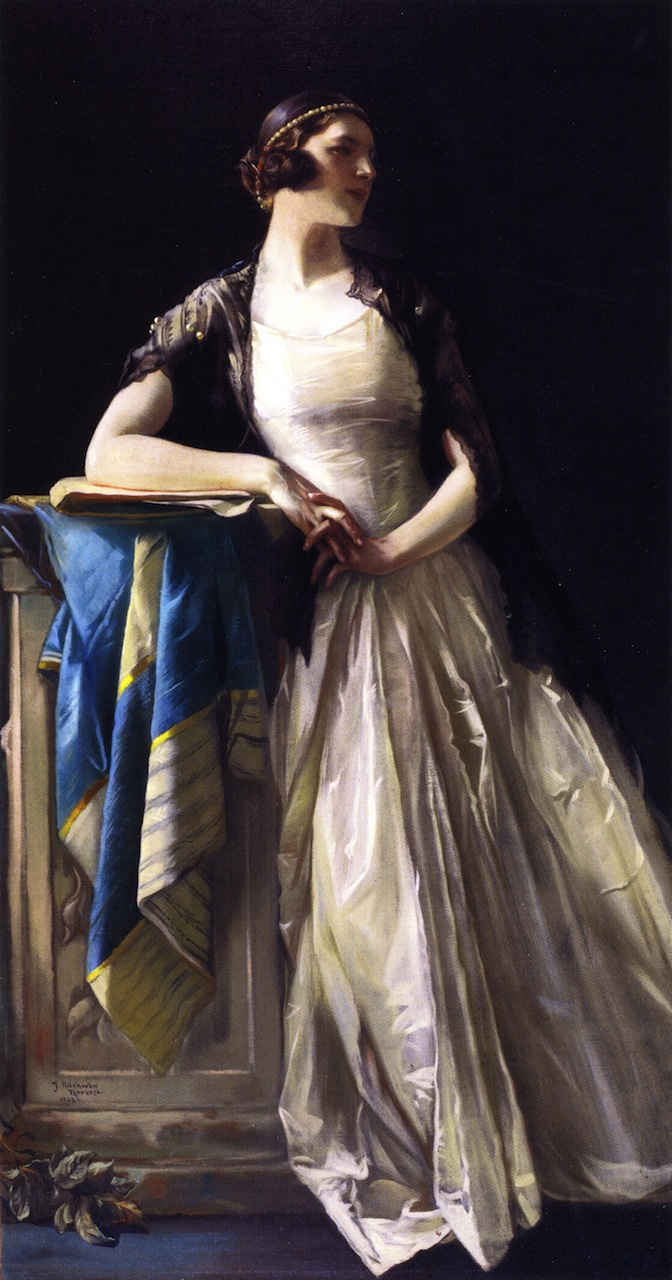
Donna Tosca
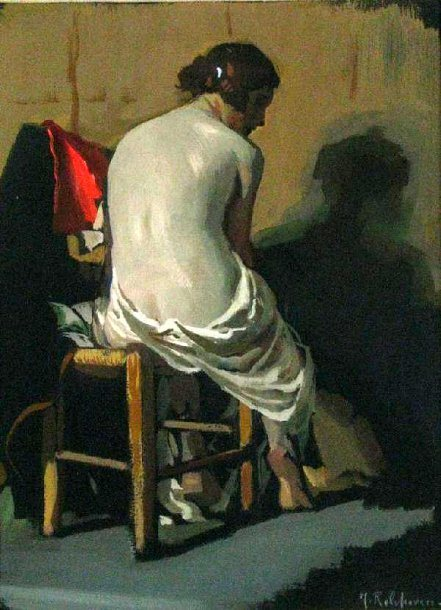
Naaktstudie
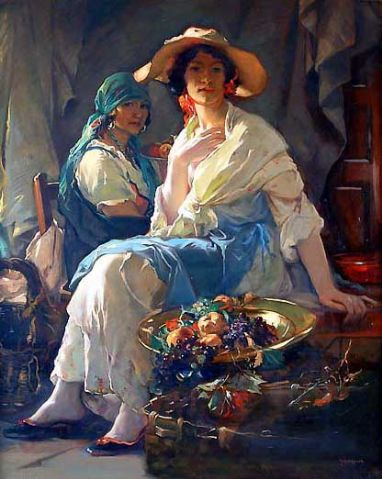
Meisjes op de markt van Assisi
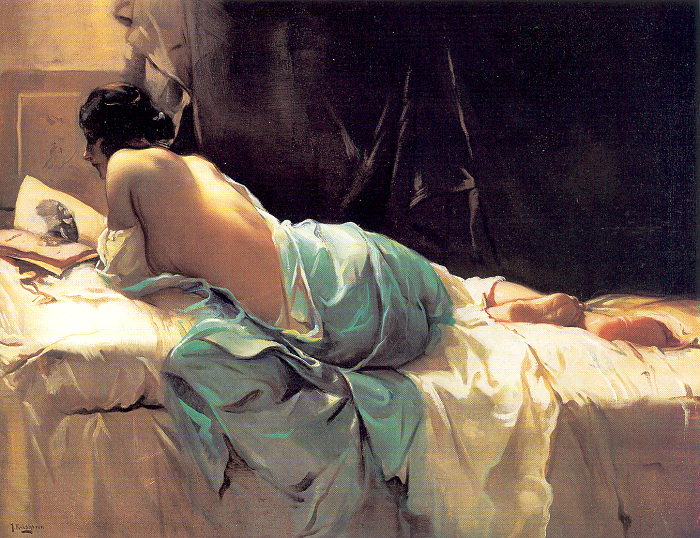
Naakt model lezend in een schetsboek
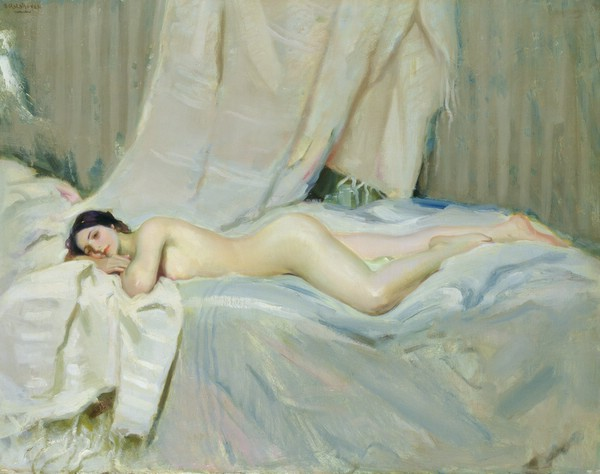
Jeugd in het volle licht